# Delniceni, Cetatea Albă
Delniceni (în ucraineană Дальнічень, transliterat: Dalnicen) este un sat în comuna Cazaci din raionul Cetatea Albă, regiunea Odesa, Ucraina.

## Demografie
Componența lingvistică a localității Dalnicen
     Ucraineană (89,07%)
     Română (5,46%)
     Rusă (4,37%)
     Alte limbi (0,82%)
Conform recensământului din 2001, majoritatea populației localității Dalnicen era vorbitoare de ucraineană (89,07%), existând în minoritate și vorbitori de română (5,46%) și rusă (4,37%).